# 伊達英二 (オペラ歌手)
伊達 英二（だて えいじ、1955年8月6日 - ）は、日本のオペラ歌手、声楽家。国立音楽大学卒業。
1983年、藤原歌劇団のクルト・ヴァイル作曲「マハゴニー市の興亡」のジムで主役デビュー。その後、二期会オペラ公演「椿姫」のアルフレード、「カルメン」のドン・ホセ、「蝶々夫人」のピンカートン、「外套」のルイージ、「セヴィリアの理髪師」のアルマヴィーヴァ伯爵等に出演。1991年ワーグナーに挑戦、「神々の黄昏」のジークフリート役でジロー・オペラ賞新人賞受賞。さらに若杉弘の「都響ワーグナー・シリーズ」で「恋愛禁制」のクラウディオ、「妖精」のアリンダル、「リエンツィ」のリエンツィ、「さまよえるオランダ人」のエリック役を好演、二期会公演「ワルキューレ」のジークムント役でヘルデン・テノールとしての地位を確立した。その後は現代の作品にもレパートリーを広げ、大野和士プロデュース「東フィルオペラ・コンチェルタンテシリーズ」の「ヒンデミット三部作」、「ムチェンスクのマクベス夫人」のセルゲイ、「イエヌーファ」のラツァ、「夜鳴きうぐいす」の漁夫役等の名演が印象的である。
また、日本人作曲家のオペラにも積極的に出演、三善晃の「遠い帆」宣教師役では各方面から絶賛を浴びた。最近では、2005年9月、三木稔「じょうるり」の3人の訪問者役（1人3役）や2006年1月「夕鶴」の与ひょうでの名演が記憶に新しい。
コンサート歌手としても「第9」を始め「ヨハネ受難曲」エヴァンゲリスト、ヘンデル「メサイア」、ハイドン「天地創造」、モーツアルト「レクイエム」、メンデルスゾーン「賛歌」、ベートーヴェン「ミサ・ソレムニス」、マーラー「大地の歌」「千人の交響曲」、ショスターコーヴィッチ「森の歌」、ブリテン「春の交響曲」「テノールとホルンのためのセレナーデ」等で活躍。テノールとして強い声も柔らかい音色も操れる数少ない存在である。また、マーチン・ハーゼルベックのオルガンコンサートでのナレーターや、合唱指揮、コンサートの司会や吹き替え、俳優斉藤晴彦と舞台で共演するなど守備範囲は広い。最近では、インテルのCMの裁判長役でも注目を浴びた。
合唱も含め、声楽指導にも定評がある。現在、二期会会員・東京音楽大学准教授。 
マーラー「千人の交響曲」エクストンOVCL-00319「第九」エクストンOVCL-00006 「大地の歌ピアノ版」音楽之友社OCD0504（廃盤） 等でその美声を聴くことができる。